# Dante Bonfim Costa Santos
Dante Bonfim Costa Santos (* 18. října 1983 Salvador), známý jako Dante, je brazilský profesionální fotbalista, který hraje na pozici středního obránce za francouzský klub OGC Nice, jehož je kapitánem. Mezi lety 2013 a 2014 odehrál také 13 utkání v dresu brazilské reprezentace, ve kterých vstřelil dvě branky.

## Klubová kariéra

### Bayern Mnichov
26. dubna 2012 souhlasil s přestupem do Bayernu Mnichov od začátku sezóny 2012/13. Odhadovaná částka transferu byla 5 milionů eur. První gól za Bayern vstřelil 24. listopadu 2012 proti Hannoveru 96, čímž přispěl k výraznému vítězství 5:0. S klubem slavil zisk ligového titulu již 6 kol před koncem soutěže, ve 28. kole německé Bundesligy. V prvním zápase semifinále Ligy mistrů 2012/13 23. dubna 2013 byl u výhry 4:0 nad Barcelonou, která byla dosud velmi suverénní. Dante odehrál stejně jako jeho spoluhráči vynikající utkání a ve 25. minutě hlavou přihrál na první gól Thomasi Müllerovi. Bayern si zajistil výbornou pozici do odvety. Tu ovládl 1. května na Camp Nou poměrem 3:0 a suverénním způsobem postoupil do finále. V něm 25. května ve Wembley proti Borussii Dortmund fauloval ve vlastním pokutovém území Marco Reuse a pokutový kop proměnil İlkay Gündoğan. Bayern přesto zvítězil 2:1 a získal nejprestižnější pohár v evropském fotbalu. S Bayernem vyhrál i DFB-Pokal, 1. června 2013 porazil bavorský klub VfB Stuttgart 3:2 a získal tak treble (tzn. vyhrál dvě hlavní domácí soutěže plus titul v Lize mistrů resp. PMEZ) jako sedmý evropský klub v historii. Dante ve finále nenastoupil, odcestoval do Brazílie na reprezentační sraz.
S Bayernem vyhrál i Mistrovství světa klubů 2013 v Maroku, kde Bayern porazil ve finále domácí tým Raja Casablanca 2:0.

### VfL Wolfsburg
Těsně před uzávěrkou letních přestupů, přestoupil 31. srpna za 4 miliony eur z Bayernu do jiného německého týmu VfL Wolfsburg, kde podepsal smlouvu do roku 2018.

## Reprezentační kariéra
Od roku 2013 je členem národního A-týmu Brazílie. Pod trenérem Luizem Felipe Scolarim debutoval 6. února na stadionu Wembley proti domácí Anglii. Odehrál kompletní střetnutí, které skončilo vítězstvím Anglie 2:1. První branku v dresu seniorského reprezentačního týmu vstřelil během Konfederačního poháru FIFA 2013, který se konal v Brazílii. Dante otevíral v nastaveném čase prvního poločasu skóre utkání s Itálií (22. června 2013), zápas skončil vítězstvím jihoamerického celku 4:2. Brazílie turnaj vyhrála, když porazila ve finále 3:0 Španělsko.
Trenér Luiz Felipe Scolari jej vzal na domácí Mistrovství světa 2014 v Brazílii. Poprvé nastoupil na šampionátu v semifinále proti Německu a byl u historického brazilského debaklu 1:7, v prvním poločase chaotická brazilská obrana dovolila Němcům do 29. minuty pětkrát skórovat. Brazilci obsadili konečné čtvrté místo a zůstali bez medaile.

### Reprezentační góly
Góly Danteho za A-tým Brazílie
| Gól | Datum        | Stadion                                       | Soupeř   | Skóre | Výsledek | Soutěž                       |
| --- | ------------ | --------------------------------------------- | -------- | ----- | -------- | ---------------------------- |
| 010 | 22. 6. 2013  | Itaipava Arena Fonte Nova, Salvador, Brazílie | Itálie   | 1:0   | 4:2      | Konfederační pohár FIFA 2013 |
| 02  | 16. 11. 2013 | Sun Life Stadium, Miami, USA                  | Honduras | 0:2   | 0:5      | přátelský zápas              |

## Úspěchy a ocenění
- Nejlepší jedenáctka podle ESM – 2012/13[20]